# Конгрес у Верони
Конгрес у Верони одржан је 1822. године са циљем доношења одлуке по питању оружане интервенције у Шпанији где је 1820. године извршена либерална револуција. Последњи је конгрес Свете алијансе. 

## Историја
Буржоаска револуција у Шпанији инспирисала је устанике и у другим европским земљама: Португал, Италију, Француску и Русију такође су захватили немири. Поновили су се догађаји из времена Француске револуције која је изазвала Француске револуционарне ратове Прве и Друге коалиције европских земаља против буржоазије. Овога пута је постојала алијанса европских конзервативних држава (Света алијанса) која је повела организованију борбу против револуционара. Алијанса је на претходна два конгреса, у Тропау и Љубљани, донела одлуку да оружаном интервенцијом аустријске војске угуши револуцију у Напуљу (1820-1821). Конгрес на коме би се Алијанса позабавила питањем кризе у Шпанији сазван је октобра 1822. године у Верони. Проблем се није постављао на исти начин као у Љубљани. До интервенције у Шпанији могло се доћи само уз помоћ или под вођством Француске у којој су, након убиства војводе од Берија, на власт дошли ултраши на челу са Вијелом. Француску су представљали Монморанси и Шатобријан. Отворено су се декларисали као присталице оружане интервенције, иако им је влада дала инструкције да буду умерени. Тражили су да Француска стане на чело оружаних снага. Енглеска се снажно противила оружаној акцији. Она је могла представљати увод за поновно учвршћење Шпаније у Америци што би енглеској трговини нанело знатну штету. Нови британски минитар се на крају сагласио са акцијом. Луј XVIII је на седници парламента јануара 1823. године изјавио: "Сто хиљада Француза... приправних за покрет, призивају име Светог Луја да би сачували шпански престо од унука Анрија IV. 

## Представници великих сила, чланица Свете алијансе
- Русија: цар Александар I Романов и Карл Неселрод (министар спољних послова);
- Аустријско царство: Клеменс фон Метерних;
- Краљевина Пруска: Карл Август фон Харденберг и Кристијан фон Бернсторф;
- Краљевина Француска: Метју Монморси (министар спољних послова) и Франсоа Рене де Шатобријан;
- Уједињено Краљевство: Артур Велзли